# Hoanghoniinae
Hoanghoniinae es una subfamilia extinta de primates adapiformes. La subfamilia está compuesta de siete géneros y ocho especies:
- Wailekia Ducrocq et al., 1995 †
  - Wailekia orientale Ducrocq et al., 1995 † - Eoceno Superior, Formación Krabi, Tailandia.
- Hoanghonius Zdansky, 1930 †
  - Hoanghonius stehlini Zdansky, 1930 † - Eoceno Medio, Chaili, Formación Heti, China
- Rencunius Gingerich, Holroyd & Ciochon, 1994 †
  - Rencunius zhoui Gingerich, Holroyd & Ciochon, 1994 † - Eoceno Medio, Chaili, Formación Heti, China
- Guangxilemur Qi & Beard, 1998 †
  - Guangxilemur tongi Qi & Beard, 1998 † - Eoceno Superior, Formación Gongkang, China
  - Guangxilemur singsilai (Marivaux, 2002) † - Oligoceno Onferior, Formación Paali, Colinas Bugti, Pakistán.
- Siamoadapis Chaimanee et alii, 2007
  - Siamoadapis maemohensis Chaimanee et alii, 2007 - Eoceno Superior, Krabi, Tailândia.
- Paukkaungia Beard et alii, 2007
  - Paukkaungia parva Beard et alii, 2007 - Eoceno Superior, Formación Pondaung, Birmania.
- Kyitchaungia Beard et alii, 2007
  - Kyitchaungia takaii Beard et alii, 2007 - Eoceno Superior, Formación Pondaung, Myanmar.